# (3413) Andriana
(3413) Andriana (1983 CB3) – planetoida z pasa głównego asteroid okrążająca Słońce w ciągu 3,38 lat w średniej odległości 2,25 j.a. Odkrył ją Norman G. Thomas 15 lutego 1983 roku.